# Dolce & Gabbana
Dolce & Gabbana (/ˈdoltʃe e ɡabˈbaːna/) es una firma de moda italiana. Fue fundada por Domenico Dolce y Stefano Gabbana. Aunque inicialmente comenzaron diseñando ropa, actualmente la empresa ha diversificado su oferta diseñando desde complementos (gafas, relojes, anillos, etc.) y perfumes a móviles (V3 de Dolce & Gabbana) o incluso restaurantes. Dolce & Gabbana es muy popular por sus diseños entre los artistas de Hollywood; han diseñado ropa para Madonna, Gisele Bündchen, Monica Bellucci, Ayumi Hamasaki, Isabella Rossellini, Lady Gaga, Britney Spears, Kylie Minogue entre otros. La sede de la compañía está situada en Milán. La vida privada de estos dos diseñadores, una pareja gay declarada, pasó a ser pública en 2005, cuando anunciaron su ruptura sentimental oficialmente.

## La casa de moda

### Los primeros años
Domenico Dolce nació el 13 de agosto de 1958 en Polizzi Generosa, Sicilia. Stefano Gabbana nació el 14 de noviembre de 1962 en Milán. Dolce comenzó a diseñar y a hacer su propia ropa a los seis años de edad. Los dos se conocieron por teléfono cuando Dolce llamó a la casa de moda en la que trabajaba Gabbana, solicitando empleo. Luego de ser contratado por la firma, Gabbana lo tomó bajo su protección y le enseñó cómo funcionaba el proceso de diseño en una casa de moda y cómo esbozar nuevos diseños. Poco después de la contratación de Dolce, Gabbana fue conscripto a 18 meses de servicio militar obligatorio, pero a su regreso, en 1982, establecieron una firma consultora de diseño. Actualmente Dolce & Gabanna es una de las mejores firmas de alta costura.
Mientras trabajaban juntos, siempre facturaban por separado hasta que un contador les recomendó facturar juntos para hacer las cosas más fáciles y más rentables. Fue entonces cuando comenzaron a facturar a sus clientes como Dolce & Gabbana, que se convirtió en el nombre de su negocio en desarrollo. La primera colección del dúo de diseñadores fue exhibida en octubre de 1985 junto a otras cinco nuevas marcas italianas como parte de la Milan Fashion Week. Ninguno de los dos tenía dinero para contratar modelos, por lo que pidieron ayuda a sus amigos; y tampoco tenían dinero para poner accesorios en sus modelos, por lo que las modelos simplemente usaron sus efectos personales para complementar la vestimenta. También usaron una sábana de cama –que Dolce había llevado de su casa– como cortina para el escenario.
Los dos diseñadores llamaron a su primera colección Real Women, debido en parte al uso de mujeres amateurs en la pasarela. Las ventas de su primera colección fueron lo suficientemente decepcionantes para que Gabbana cancelara la orden de telas para la creación de su segunda colección. Sin embargo, la familia de Dolce les ofreció ayuda para pagar sus costos cuando ambos fueron de visita a Sicilia en Navidad y, como la compañía de telas no había recibido la nota de cancelación a tiempo, la tela estaba lista en Milán para cuando retornaron. Elaboraron su siguiente colección en 1986 y abrieron su propia casa de moda ese mismo año. Michael Gross escribió sobre su tercera colección en una entrevista en 1992: «eran un secreto conocido solamente por un puñado de editores de moda italianos. Sus pocas modelos se cambiaban detrás de una pantalla desvencijada. Ellos llamaron a su colección de camisetas de algodón y retazos de seda elástica Transformation». Su ropa en esta colección incluía instrucciones sobre siete maneras para usar cada una de las prendas en un conjunto, ya que la persona podía usar Velcro y broches para modificar la forma de la ropa.
Su cuarta colección fue la primera en lograr un impacto significativo en el mercado de moda italiano. En esta colección, Dolce se inspiró en sus raíces sicilianas. La campaña publicitaria de la colección fue fotografiada por Fernando Scianna en Sicilia, con fotos en blanco y negro inspiradas en el cine italiano de la década de 1940. Continuaron usando el cine italiano como inspiración en su quinta colección, basándose en el trabajo del cineasta Luchino Visconti y su película The Leopard.
Una de las piezas de su cuarta colección fue llamada «El Vestido Siciliano» por la prensa de moda, y fue identificada por el autor Hal Rubenstein como uno de los 100 atuendos más importantes alguna vez diseñados. Se considera la pieza más representativa de esa época para la marca. Rubenstein describió la pieza en 2012, escribiendo: «El Vestido Siciliano es la esencia de Dolce & Gabbana, el punto de referencia sartorial de la marca. El vestido toma el ejemplo de una enagua pero es una enagua que ha adornado a Anna Magnani, y es una silueta que ha honrado a Anita Ekberg, Sophia Loren, [y así sucesivamente]. Los tirantes se ajustan bien al cuerpo como lo harían los tirantes de un brasier; el escote corre en línea recta pero se desvía al menos dos veces, una vez de cada lado para acariciar cada pecho y en el medio para encontrarse con un pliegue alzado que ofrece una suave elevación. La enagua no se desliza simplemente hacia abajo, sino que se acerca a la cintura para sostener la figura firme pero no demasiado ajustada y luego se ensancha para enfatizar las caderas, para caer estrechándose ligeramente a la altura de las rodillas y así garantizar que las caderas se balanceen cuando la persona camina».

### Nuevas líneas y nuevos mercados
En 1987 Dolce & Gabbana lanzaron una línea separada de prendas de punto, y en 1989 comenzaron a diseñar una línea de lencería y una línea de ropa de playa. Luego, en 1990, lanzaron su primera colección para hombres. Ese año también mudaron su casa de diseño a sus primeras oficinas oficiales y comenzaron a diseñar trajes y otras piezas más costosas además de sus prendas originales. Su colección primavera/verano de 1990 para mujeres remitía a la pintura mitológica de Rafael, y el dúo comenzó a construir una reputación en el rubro de las prendas con incrustaciones de cristal. La colección otoño/invierno de 1991 para mujeres también estaba adornada con dijes, incluyendo medallas de filigrana y corsés ornamentados. La colección otoño/invierno de 1992 para mujeres fue luego inspirada por la pantalla cinematográfica de la década de 1950, aunque la colección aún incluía trajes adornados con cristales.
En 1991 su colección para hombres recibió el premio Woolmark Award por la colección para hombres más innovadora del año. Lo que se considera su primera incursión al reconocimiento internacional ocurrió cuando Madonna usó un corsé hecho de piedras preciosas y una chaqueta que lo acompañaba de Dolce & Gabbana para la premier de Truth or Dare: In Bed with Madonna en el Festival de Cannes de 1990. El dúo luego se asoció con Madonna en 1993 para diseñar más de 1.500 trajes para su gira internacional Girlie Show por su álbum de 1992 Erotica. En una entrevista sobre el vestuario, Madonna dijo que «Su ropa es sexy con sentido del humor –como yo–». En 1994 la chaqueta cruzada característica de la casa fue llamada La Turlington por la modelo Christy Turlington. Ese mismo año la compañía lanzó su segunda línea principal, D&G, una línea que apuntaba a los jóvenes. En 1996 el desfile de D&G se mostró sólo en Internet, no en la pasarela, respondiendo a un movimiento experimental hacia los nuevos medios. Ese año Dolce & Gabbana también diseñó los trajes para la película Romeo y Julieta.
En cuanto a la industria del cine, tanto Dolce como Gabbana figuraron en la película de 1995 L'uomo delle stelle del director Giuseppe Tornatore, en papeles menores como extras. Realizaron papeles especiales más significativos en la adaptación de la película de Rob Marshall, Nine. Como estilistas, también trabajaron en el video musical Girl Panic! de Duran Duran.
Con respecto a la expansión de su mercado en la década de 1990, en 1989 Dolce & Gabbana firmó un acuerdo con el grupo Kashiyama para abrir su primera boutique en Japón. Lanzaron su primera fragancia para mujeres en 1992, llamada "Dolce & Gabbana Parfum", que recibió el premio de 1993 de la Perfume Academy por la mejor fragancia femenina del año. Su primera fragancia para hombres, "Dolce & Gabbana pour Homme", recibió el premio de la misma academia a la mejor fragancia masculina del año en 1995. Ese año las colecciones de Dolce & Gabbana causaron controversia en la prensa inglesa e italiana al seleccionar al «gánster norteamericano» como inspiración para su trabajo. Dolce & Gabbana trasladó esta inspiración otoño/invierno de 1995 a la vestimenta para damas que, según la crítica, aportó una veta erótica a las prendas. Dolce & Gabbana habían utilizado este motivo con anterioridad. En 1992 el fotógrafo Steven Meisel realizó una campaña publicitaria para la casa en la que las modelos posaban con un «estilo gánster» elegante. Esto incluía sacos de grandes solapas característicos de la década de 1930 y sombreros de cuero negro.
El autor Nirupama Pundir expresó que «Dolce & Gabbana, con su estilo súper femenino y fantástico, se apartó de la moda de mentalidad seria y sobria que dominó la mayor parte de los noventa».

### Convirtiéndose en una marca global
Dolce & Gabbana continuó trabajando con Madonna, diseñando los trajes para su gira internacional de 2001 Drowned World Tour por su álbum Music del 2000. También diseñaron trajes para las giras internacionales de Missy Elliot, Beyonce, y Mary J. Blige. En 1999 el dúo apareció en The Oprah Winfrey Show en apoyo a la cantante Whitney Houston, que usó el show para estrenar los trajes que Dolce & Gabbana había diseñado para su gira My Love Is Your Love, considerados por los críticos de moda y de música como inusualmente «arriesgados». Dolce y Gabbana continuaron diseñando trajes para artistas musicales a lo largo de la década del 2000, incluyendo trajes para la gira Showgirl Homecoming de Kylie Minogue. Madonna también participó en las campañas publicitarias de Dolce & Gabbana de 2010.
En los años 2000, Dolce & Gabbana se inspiró mucho en el fútbol. En 2003 la línea para hombres tomó su principal inspiración de las mayores estrellas mundiales de fútbol. Otras formas de arte también se inspiraron en Dolce & Gabbana. En 2003 el artista de música dance Frankie Knuckles dijo que la casa de moda era un «gran barómetro» de las tendencias tanto en el mundo de la moda como de la música. En cuanto a su impacto en el mundo del diseño, en 2002 los corsés, que eran una parte clave de los primeros diseños de Dolce & Gabbana, estaban siendo redescubiertos por muchos de los principales diseñadores de Europa como una tendencia venidera. En los últimos años Dolce & Gabbana ha permitido a los compradores una vista privada de sus nuevas colecciones, para venderlas antes de que se hagan públicas, y para evitar la copia de sus diseños por parte de otras compañías de la moda rápida.
En 2012 D&G se fusionó con Dolce & Gabbana para fortalecer la línea principal. La última colección independiente de D&G se lanzó en la colección primavera/verano de 2012 exhibida en septiembre de 2011. The New Yorker publicó en 2005 que «Dolce y Gabbana se están convirtiendo, en la década del 2000, en lo que Prada fue en la década de 1990 y Armani fue en la década de 1980 —“gli stilisti” cuya sensibilidad define la década—» En cuanto a los reconocimientos personales, tanto en 1996 como en 1997 Dolce & Gabbana fueron nombrados por FHM como los diseñadores del año. En 2003 GQ nombró a Dolce y Gabbana entre sus «Hombres del Año». Al año siguiente, los lectores de la revista Elle votaron a Dolce y Gabbana como los mejores diseñadores internacionales en los Elle Style Awards de 2004. Dolce & Gabbana celebraron el vigésimo aniversario de su marca el 19 de junio de 2012 en la Piazza della Scala y en el Palazzo Marino en Milán. Al día siguiente se realizó una exhibición pública que incluyó un salón en el que varias docenas de televisores se encontraban apilados desordenadamente, unos sobre otros, y cada uno mostraba una de las colecciones anteriores de la casa de moda, repasando sus veinte años de historia.
La compañía y más concretamente los diseñadores han atraído el interés de los medios de comunicación por su apoyo al movimiento gay y ser ellos mismos una pareja gay reconocida. En 2005 los dos diseñadores rompieron sentimentalmente, aunque siguieron diseñando juntos, pues según Stefano trabajan muy bien juntos y se entienden muy bien.

## Líneas de ropa y accesorios

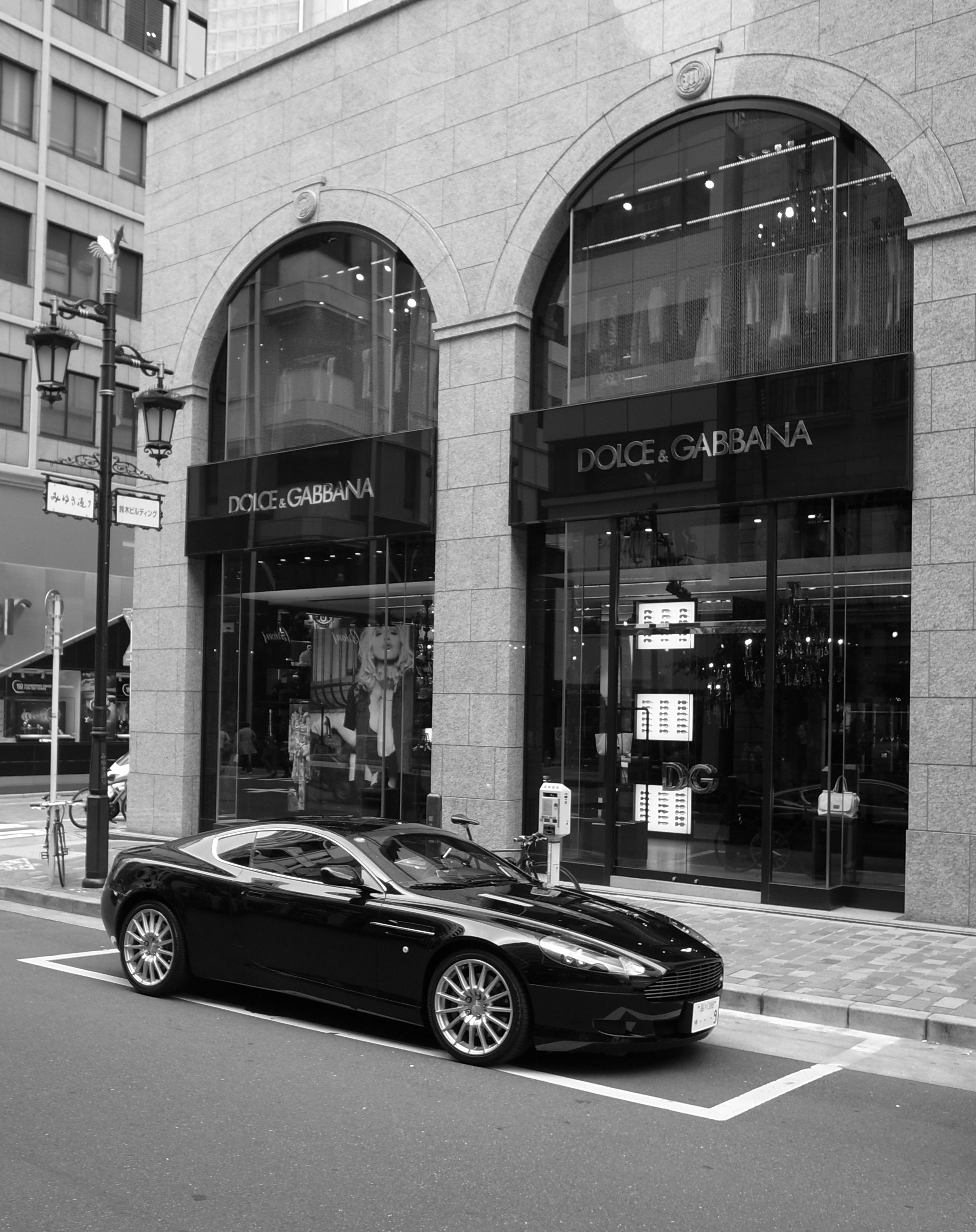
Un automóvil Aston Martin frente a una tienda en Ginza (Tokio).

Dolce & Gabbana tenía dos líneas principales (D&G y Dolce & Gabbana) hasta 2012, cuando las líneas se fusionaron bajo el nombre Dolce & Gabbana.

### Dolce&Gabbana
Dolce & Gabbana (escrito sin espacios, a diferencia del nombre de la compañía) se especializa en artículos de lujo influenciados en mayor medida por los diseñadores, y es más formal y «atemporal», respondiendo a tendencias de largo plazo así como a cambios estacionales. También vende gafas de sol y lentes correctivos, pulseras, relojes y maquillaje. D&G es una línea casual que sigue una inspiración urbana y busca establecer tendencias, más que seguirlas. Es la línea de difusión más juvenil y extravagante de la marca. A diferencia de Dolce & Gabbana, D&G vende relojes y ropa. La primera colección D&G para hombres fue lanzada en enero de 1994, y la primera colección D&G para damas fue lanzada en abril. Otras líneas Dolce & Gabbana creó una colección para novias, pero solamente entre 1992 y 1998. La Dolce & Gabbana Home Collection –iniciada en 1994– también fue discontinuada en 1999, con la excepción de piezas únicas que se siguieron creando para los locales D&G. La primera colección de ropa de playa para damas fue desarrollada en 1989, seguida por la primera colección de ropa de playa para hombres en 1992. D&G lanzó una línea de gafas en 1998 y una línea de relojes en el 2000. Ese mismo año D&G lanzó una colección de ropa interior tanto para hombres como para mujeres, independiente de la colección de lencería de Dolce & Gabbana. En 2001 se lanzó la línea D&G Junior para niños. En 2006 el dúo lanzó la línea Anamalier de accesorios con estampado de leopardo para mujeres, y en 2007 lanzaron una línea de estuches de viaje de cocodrilo para hombres. Otros bolsos producidos por la casa incluyen el bolso de mano Miss Sicily, y el bolso Dolce ofrecido en paja y cuero. En 2009 lanzaron su primera línea de cosméticos de color, con Scarlett Johansson como el rostro de la campaña publicitaria. Dolce & Gabbana lanzó su primera línea de joyería fina a fines de 2011, con una línea de 80 piezas que incluía rosarios enjoyados, pulseras de dijes y collares. Dolce & Gabbana ha recibido varios premios por sus fragancias, como se describió en las secciones anteriores. Sus fragancias actuales incluyen: "The One", "Sport", "Light Blue", "Classic", "Sicily", "The One Rose", y las fragancias originales "Pour Homme" y "Parfum".

## Asociaciones

### Deportes
Dolce & Gabbana ha diseñado el uniforme para el campo de juego del AC Milan desde 2004. Además, los jugadores del AC Milan también se visten con prendas diseñadas por Dolce & Gabbana para el equipo cuando se encuentra en funciones oficiales fuera del campo de juego. El dueto también diseñó los trajes que utiliza la selección de fútbol de Italia fuera del campo de juego. En 2010 Dolce & Gabbana firmó un acuerdo de tres años con el Chelsea Football Club para diseñar y elaborar los uniformes y las vestimentas del club para dentro y fuera del campo. El trato incluyó la creación de prendas para los miembros femeninos del personal, además de las prendas para los hombres del personal y para los propios jugadores. El vestuario diseñado para usar fuera del campo incluía un traje azul oscuro con el símbolo del león en el bolsillo del pecho. Los diseñadores también rediseñaron la sala directiva y el área de recepción de la oficina principal. Dolce & Gabbana es también patrocinador del equipo de boxeo italiano Milano Thunder.

### Productos
En 2006 Dolce & Gabbana se asoció con Motorola para producir el teléfono celular Motorola V3i Dolce & Gabbana. Luego, en 2009, Dolce & Gabbana se asoció con Sony Ericsson para producir una versión de su línea de teléfonos celulares «Jalou» con detalles en oro de 24 quilates y con el logo de la casa de moda estampado en la pieza codiseñada. Dolce & Gabbana también se asoció con Citroën para codiseñar una versión de su coche C3 Pluriel. En 2010 Dolce & Gabbana se asoció con Martini para producir una «edición de oro» de su vermut. En 2010 la casa de moda se asoció con la cantante Madonna para lanzar una línea codiseñada de gafas de sol llamada MDG.

## Campañas publicitarias
El comercial creado para la primera fragancia femenina de Dolce & Gabbana se emitió durante varios años en Italia, y fue creado por el cineasta Giuseppe Tornatore, musicalizado por Ennio Morricone, y protagonizado por la actriz Monica Bellucci. El comercial surrealista de 30 segundos comienza con un hombre deslizando un pulpo sobre las piedras de una piscina formada por la marea. Se levanta y mira a su alrededor y ve a diferentes mujeres en sus vidas cotidianas. Ve a una mujer (Bellucci) cambiándose y poniéndose un traje de baño de estilo 1950, detrás de una sábana blanca sostenida por otras dos mujeres. Luego de cambiarse, deja caer su sujetador sobre una tuna y camina hacia el océano. Más tarde aparece acostada sobre una cama, y el hombre que la ve está parado afuera de su ventana, llevándose el sujetador a la nariz. El comercial termina con la imagen de las botellas de perfume de Dolce & Gabbana sobre un fondo negro. En 2003 el perfume "Sicily" de Dolce & Gabbana fue publicitado por otro comercial surrealista sobre un funeral siciliano, que también fue dirigido por Giuseppe Tornatore.
Otro popular comercial de la marca es el de Light Blue, con la participación del modelo David Gandy y el fotógrafo Mario Testino. Con localización en Capri, Italia, el anuncio ha sido producido en tres ocasiones con la participación de ambos y el mismo escenario. La primera en 2007 con la modelo Marija Vuyovic, que tuvo más de 11 millones de visitas en línea y un espectacular cartel de 15 m de alto con su fotografía desplegado en el Times Square. La segunda en 2010, acompañado por Anna Jagodzinska. Y en el 2013 con la modelo italiana Bianca Balti.
Gisele Bundchen protagonizó el comercial de 2006 para la fragancia "The One", que mostraba a Bundchen frente a un espejo de tocador siendo maquillada, intercalado con flashes de una turba de camarógrafos; luego ella se pone un vestido dorado, zapatos, y se coloca en el rostro un par de gafas de sol de D&G. Algunos fotógrafos y cineastas que han trabajado con Dolce & Gabbana en sus campañas publicitarias incluyen a Giampaolo Barbieri, Michel Comte, Fabrizio Ferri, Steven Klein, Steven Meisel, Mert + Marcus, Jean Baptiste Mondino, Ferdinando Scianna, Giampaolo Sgura, Mario Sorrenti, Solve Sundsbo, Mario Testino, Giuseppe Tornatore, y Mariano Vivanco. Dolce & Gabbana ha ganado dos premios LeadAwards por sus campañas, los principales premios a la publicidad en Alemania. En 2004 ganó por su campaña otoño/invierno 2003/04 y en 2006 ganó por su campaña otoño/invierno 2005/06.

## Inspiración y estilo

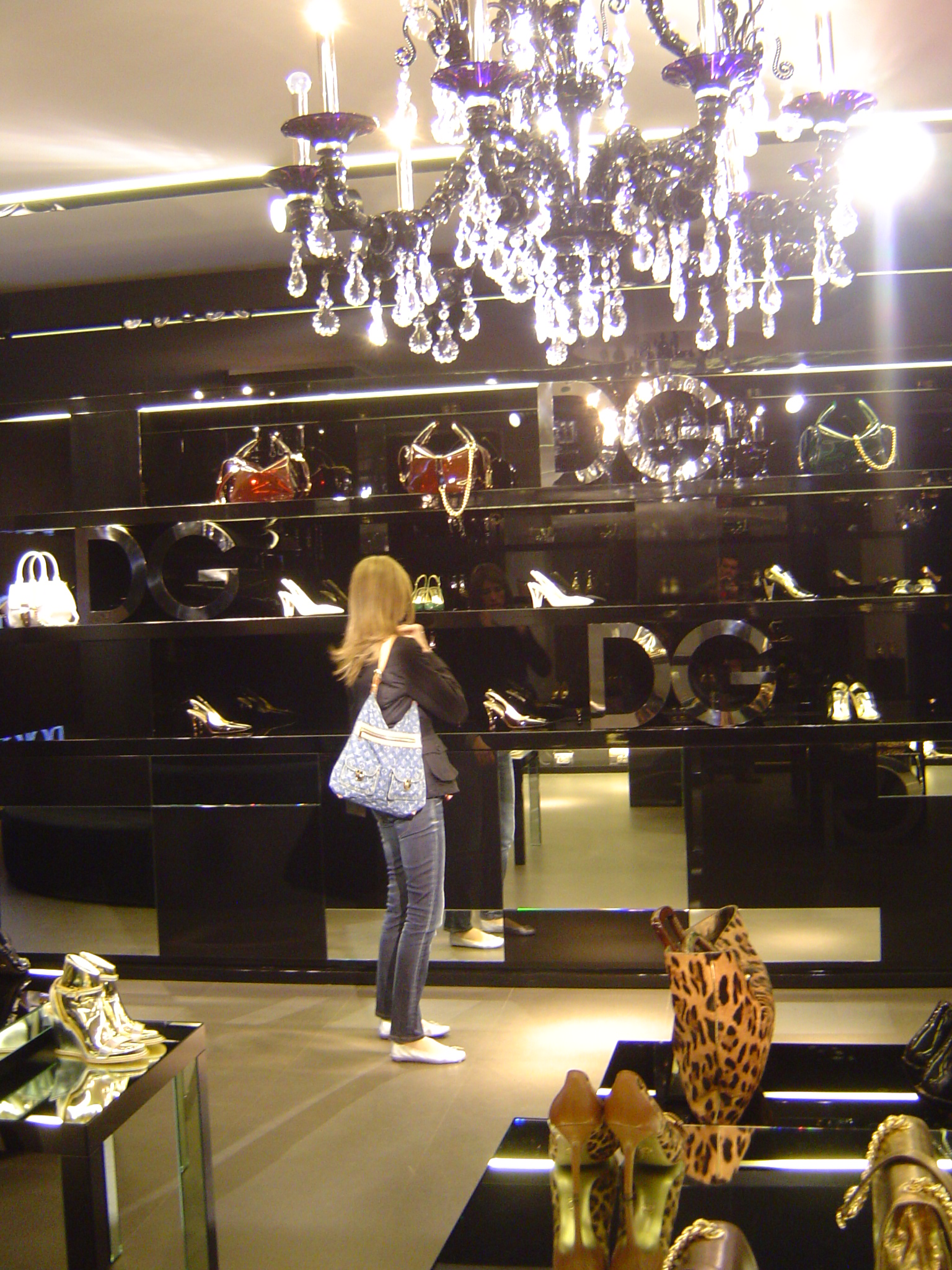
Persona viendo artículos en Dolce & Gabbana.

La principal fuente de inspiración y cuna del estilo Dolce & Gabbana es Sicilia. Sicilia representa la identidad de la marca.
Originalmente inspirados por la ecléctica tienda de segunda mano Bohemia, los estampados de animales de colores fuertes de Dolce & Gabbana han sido descritos como «haute hippy dom» inspirándose particularmente en la prestigiosa historia del cine italiano. «Cuando diseñamos es como una película (Domenico)», dice Domenico Dolce. «Pensamos en una historia y diseñamos las prendas para que vayan con la historia (Domenico)». Afirman estar más preocupados por crear las mejores prendas y las más atractivas, que en tendencias deslumbrantes, habiendo admitido en una ocasión que no les importaría si su única contribución a la historia de la moda fuera un sujetador negro (Dolce & Gabbana 2007).
La marca D&G incluye ropa interior-como- ropa de calle (como, por ejemplo, corsés y breteles), trajes rayados al estilo jefe gánster, y sacos con estampados extravagantes. Al mismo tiempo, sus colecciones femeninas siempre están respaldadas por poderosas campañas publicitarias, como los comerciales en blanco y negro protagonizados por la modelo Marpessa, fotografiada por Ferdinando Scianna en 1987 (Dolce & Gabbana). «Ellos encuentran la manera de salirse de cualquier vestido negro, cualquier blusa cerrada (Domenico)», dice Rossellini. «La primera pieza de ellos que usé fue una camisa blanca, muy casta, pero cortada de tal manera que mis pechos parecían estar estallando hacia fuera (Domenico)».
En una ocasión llamados «Gilbert y George de la moda italiana», en 1996 Dolce & Gabbana le dieron un giro musical a sus intereses del mundo de la moda, grabando su propio sencillo, en el que entonaban las palabras «D&G is love» (en español, «D&G es amor») sobre un ritmo tecno (Dolce & Gabbana 2011). Más nuevos en el juego del diseño que otras casas de moda de mucho peso en Italia como Versace y Armani, Dolce y Gabbana reconocen que la suerte jugó una parte importante en su éxito espectacular. En 1997 su compañía reportaba un ingreso de 400 millones, provocando que los dos diseñadores anunciaran que planeaban retirarse a los 40 años de edad –una promesa que no cumplieron (Domenico)–.

## Libros por Dolce & Gabbana
Además de diseñar ropa, Dolce & Gabbana han sido coautores de aproximadamente dos docenas de libros que presentan narrativas fotográficas, así como colecciones de su autoría. Las ganancias de muchos de estos libros son destinadas a la caridad, incluyendo la Children’s Action Network y la fundación Butterfly Onlus “école sans frontières” Foundation. La siguiente es una bibliografía de sus obras literarias:
- 10 Anni Dolce & Gabbana (Una colección de las imágenes publicitarias y editoriales más importantes de la primera década de la casa de moda)[64]
- Wildness[65]
- Animal[66]
- Hollywood (Presenta más de 100 fotografías de las estrellas de cine posteriores a la época de 1985)[67]
- Calcio (Fotografías de 44 jugadores de fútbol, 3 equipos y 2 entrenadores)[68]
- A.C. Milan[69]
- Music (Presenta a más de 150 músicos reconocidos internacionalmente)[70]
- 20 Years Dolce & Gabbana (Una historia fotográfica cronológica de cada una de las colecciones de la casa de moda, usando más de 1000 fotografías)[29]
- Milan[71]
- 2006 Italia (Un libro celebrando el título de la Copa del Mundo 2006 obtenido por Italia)[72]
- Fashion Album (Contiene más de 400 imágenes homenajeando a los grandes fotógrafos de moda de las colecciones de Dolce & Gabbana)[73]
- Secret Ceremony[74]
- Family (Un libro que se enfoca en la familia como el centro de la vida de un hombre)[29]
- The Good Shepherd (Un libro que ilustra el día de un pastor ordinario, vistiendo ropa de Dolce & Gabbana)[75]
- Milano Beach Soccer[29]
- Diamonds & Pearls[76]
- 20 Years of Dolce & Gabbana for Men[77]
- Icons 1990-2010[78]
- Fashion Shows 1990 – 2010[79]
- Nazionale Italiana: South Africa 2010 (Una serie de imágenes protagonizadas por la selección de fútbol italiana durante sus entrenamientos previos a la Copa Mundial de la FIFA 2010)[80]
- Uomini[81][82]
- Milan Fashion Soccer Players Portraits[83]
- David Gandy (Sigue la vida del modelo David Gandy durante un año entero)[84]
- Campioni[85]

## Espacios y exhibiciones
Dolce & Gabbana inauguró el atelier La sede di via San Damiano en septiembre de 1995. En 2002 abrió Lo showroom di via Goldoni, siete pisos que combinan una boutique con un espacio corporativo, mudándose de su previa sala de exposición principal en la Piazza Umanitaria. En julio de 2006 Dolce & Gabbana inauguró en Milán un espacio de exhibición de 5.000 m², Lo showroom di via Broggi. La casa de moda también compró el teatro Il Metropol en Milán, un cine histórico construido en la década de 1940. Fue remodelado y reinaugurado en septiembre de 2005. En 2006 Dolce & Gabbana abrió IL GOLD, un establecimiento con zonas de café, bar, bistró y restaurante. Esto fue luego de abrir en 2003 un establecimiento de bebidas copatrocinado, que la dupla fundó en su sala de exposición para hombres en Milán, llamado Martini Bar. Otro Martini Bar fue inaugurado más tarde en su salón de exhibiciones en Shanghái en 2006. En 2009 Dolce & Gabbana tenía 93 boutiques y 11 sucursales de fábrica, y se vendía en más de 80 países. En su totalidad cuenta con 251 tiendas mono-marca.
Además de desarrollar desfiles y campañas publicitarias para sus colecciones, Dolce & Gabbana usa sus espacios para realizar exposiciones fotográficas y otras exhibiciones de arte. Poco tiempo después de la inauguración de Il Metropol presentaron dos exhibiciones del artista Ron Arad en el vestíbulo: Blo-Glo, entre abril de 2006 y abril de 2007, y Bodyguards a finales de abril de 2007. Organizaron exposiciones de fotografía presentando el trabajo de Enzo Sellerio en 2007 y Herbert List en 2008. En 2011 Dolce & Gabbana ofreció una jornada de puertas abiertas y una exhibición arquitectónica junto a Studio Piuarch mostrando sus diferentes diseños y proyectos arquitectónicos desde 1996. Studio Piuarch construyó las oficinas principales de Dolce & Gabbana en 2006, que fue donde se realizó la exhibición y la jornada de puertas abiertas.
Dolce & Gabbana también usa sus espacios para el lanzamiento de libros y para exhibiciones fotográficas de sus propias prendas, como por ejemplo el lanzamiento de su libro David Gandy en 2011. También utiliza otros espacios, como el Palazzo della Ragione en Milán, donde en mayo de 2009 organizó una exhibición fotográfica de más de 100 imágenes seleccionadas de la revista Vogue americana a lo largo de sus 90 años de historia. La exhibición fue llamada Extreme Beauty in Vogue.
La compañía también tiene fábricas de producción en Legnano e Incisa in Val D’Arno.

## Tiendas de Dolce & Gabbana en el mundo
Dolce & Gabbana tiene una amplia red de boutiques distribuidas por todo el mundo, específicamente en Europa, Asia, Norteamérica y Sudamérica.
En Europa tienen tiendas en Alemania, Austria, Bélgica, España, Francia, Grecia, Irlanda, Italia, Reino Unido, Países Bajos, Rusia, Suiza y Ucrania.
En Asia tienen tiendas en Arabia Saudí, Corea del Sur, Emiratos Árabes Unidos, China, India, Japón, Kuwait, Líbano, Catar, Singapur, Tailandia y Taiwán.
En América tiene tiendas en Estados Unidos, Canadá, México, Colombia, Brasil, Panamá, Chile y República Dominicana.
Los tres países con mayor número de tiendas son Estados Unidos (tiendas en 27 ciudades), Italia (tiendas en 19 ciudades) y Japón (tiendas en 7 ciudades), países con tiendas en numerosas ciudades e incluso con varias tiendas en algunas ciudades.

## Controversia

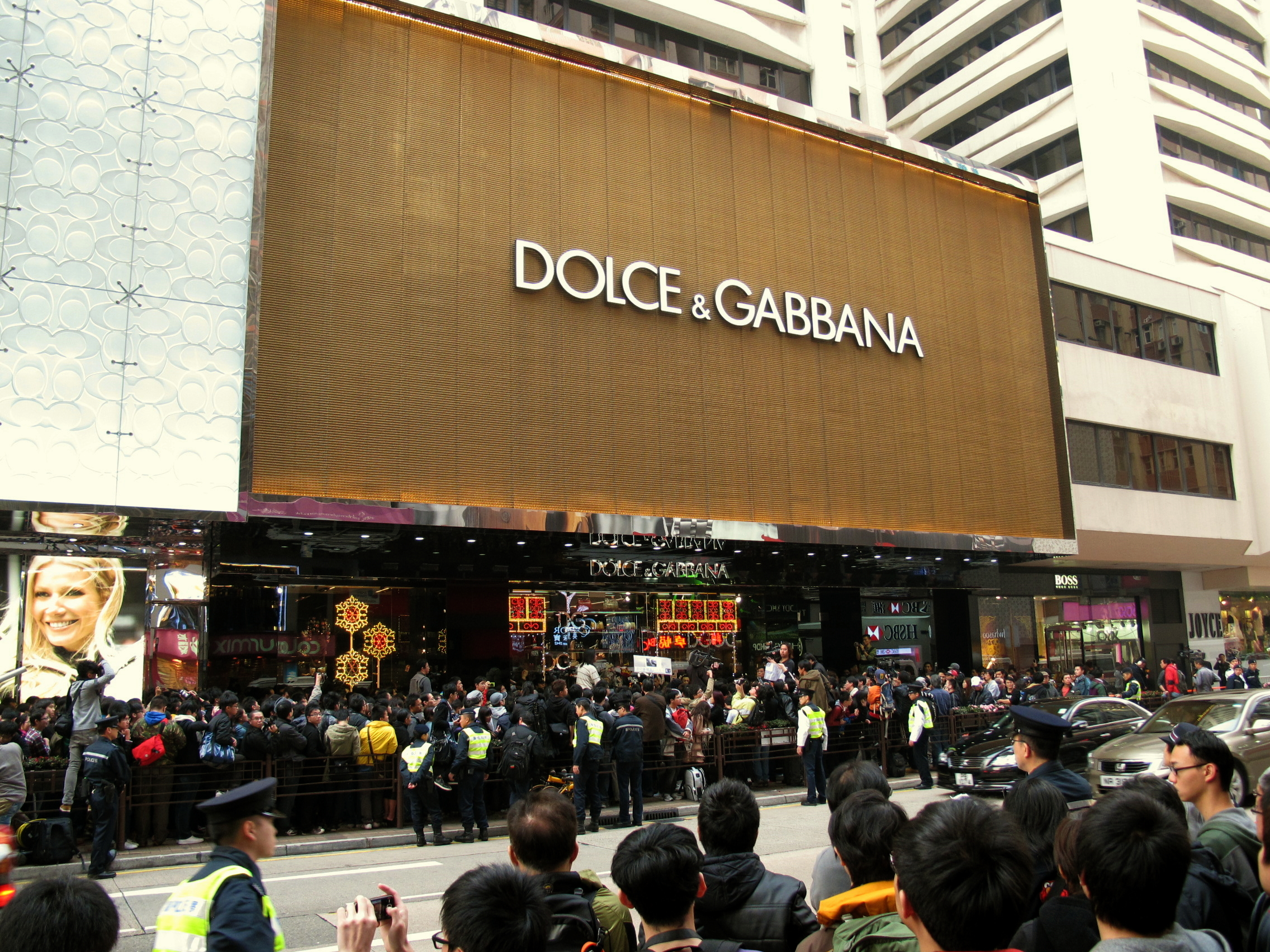
Protestas el 8 de enero de 2012 Frente a la tienda Dolce & Gabbana en Canton Road, Hong Kong, China

Dolce & Gabbana fueron criticados públicamente por el vigilante de la publicidad británica la ASA (Advertising Standards Authority; en Español Autoridad en materia publicitaria) el miércoles 10 de enero de 2007 por su campaña publicitaria en la que aparecían modelos blandiendo puñales.
Dolce & Gabbana retiraron en España un anunció que mostraba a un hombre sujetando a una mujer contra el suelo mientras otros cuatro contemplaban la escena. El ministerio de trabajo y asuntos sociales calificó la campaña como ilegal y una humillación a las mujeres, alegando que la posición del cuerpo de la mujer no tenía nada que ver con los productos que Dolce & Gabbana venden. Dolce & Gabbana, en un comunicado, explicaron que retiraron toda la publicidad de España para defender el espíritu creativo que ha caracterizado a la publicidad de Dolce & Gabbana desde siempre, declararon también que sólo querían recrear un juego de seducción y que su intención no era ofender a nadie.
En noviembre de 2018 Dolce & Gabbana hicieron unos anuncios que mostraban a una modelo asiática intentando comer platos italianos con palillos chinos. Los videos fueron publicados en Instagram y en Weibo para promocionar "The Great Show", un desfile de moda programado para el 21 de noviembre en Shanghái. La población china se sintió ofendida por los anuncios, así que la compañía retiró los anuncios en Weibo pero los dejó en Instagram. Tiendas en línea chinas retiraron los productos de Dolce & Gabbana de sus tiendas. Finalmente la compañía canceló el desfile de moda y los fundadores se disculparon en un video. Finalmente los videos fueron retirados de Instagram.

## Parodia a Dolce & Gabbana
La parodia de Dolce & Gabbana se hace referente a unas de las tiendas ficticias de la saga Grand Theft Auto llamada Didier Sachs por su excelente alta gama de ropa y costosa además hace referencia a la Dolce & Gabanna. La parodia se extiende desde Grand Theft Auto San Andreas, Grand Theft Auto V, Grand Theft Auto Liberty City Stories hasta Grand Theft Auto IV.